# Brie Larson
Brianne Sidonie Desaulniers (Sacramento, 1 de outubro de 1989), mais conhecida como Brie Larson, é uma atriz e cantora norte-americana, vencedora do Oscar de Melhor Atriz.
Larson começou a sua carreira ainda criança e atuou em filmes como Don Jon e Anjos da Lei, mas foi em 2013, com a sua atuação em Short Term 12, que ela alcançou sucesso na crítica.
O avanço de Larson veio com um papel de liderança no aclamado drama independente Short Term 12 (2013), e ela continuou a assumir papéis de apoio no romance The Spectacular Now (2013) e na comédia Trainwreck (2015). O filme de aventura de 2017 Kong: Skull Island marcou seu primeiro lançamento de grande orçamento, após o qual ela estrelou como Carol Danvers nos filmes de super-heróis da Marvel de 2019 Capitã Marvel e Vingadores: Ultimato.
Em 2015, sua atuação no filme Room lhe rendeu o Oscar de Melhor Atriz, o Globo de Ouro de Melhor Atriz - Drama, o SAG Award de Melhor Atriz Principal, o BAFTA de Melhor Atriz, entre muitos outros prêmios.
No dia 23 de julho de 2016, Larson foi confirmada como a intérprete da Capitã Marvel, heroína da Marvel Comics. O anúncio foi feito durante a San Diego Comic-Con. O filme solo da heroína chegou aos cinemas em 8 de março de 2019. Ela ainda participou do quarto filme da franquia Avengers, Vingadores: Ultimato, também em 2019.

## Biografia
Larson nasceu Brianne Sidonie Desaulniers em 1 de outubro de 1989, em Sacramento, Califórnia, filha de Heather e Sylvain Desaulniers . Seus pais eram quiropráticos homeopáticos que praticavam juntos, e eles têm outra filha, Milaine . Seu pai é franco-canadense e, em sua infância, Larson falava francês como sua primeira língua . Ela era principalmente educada em casa, o que ela acreditava que lhe permitia explorar experiências inovadoras e abstratas . Descrevendo seu início de vida, Larson disse que era "sincera e honesta" e que tinha um vínculo estreito com a mãe, mas era tímida e sofria de Fobia social . Durante o verão, ela escrevia e dirigia seus próprios filmes caseiros, nos quais lançava seus primos e filmava em sua garagem . Aos seis anos, ela manifestou interesse em se tornar atriz, depois comentando que "as artes criativas eram apenas algo que sempre estava em mim". Nesse mesmo ano, ela fez um teste para um programa de treinamento no American Conservatory Theatre em San Francisco, onde se tornou a aluna mais jovem admitida .
Larson sofreu trauma quando seus pais se divorciaram quando ela tinha sete anos. Ela teve um relacionamento disfuncional com o pai; ela lembrou: "Quando criança, tentei entendê-lo e entender a situação. Mas ele não fez nenhum favor a si próprio. Acho que ele nunca quis ser pai.". Logo após a separação, Heather se mudou para Los Angeles com suas duas filhas para cumprir a ambição de Larson. Eles tinham recursos financeiros limitados e moravam em um pequeno apartamento perto dos estúdios de Hollywood em Burbank. Larson descreveu sua experiência: "Tínhamos um apartamento ruim de um quarto, onde a cama saía da parede e cada um de nós tinha três peças de roupa". Mesmo assim, Larson relatou boas lembranças desse período e creditou à mãe o melhor que pôde por elas .
Como seu sobrenome era difícil de pronunciar, ela adotou o nome artístico Larson de sua bisavó sueca, além de uma boneca American Girl chamada Kirsten Larson que recebeu quando criança .

## Carreira

### 1998-2008: Comédia
Seu primeiro trabalho foi realizar uma paródia comercial da Barbie, chamada "Malibu Mudslide Barbie", em um episódio de 1998 do The Tonight Show with Jay Leno . Posteriormente, ela assumiu o papel de convidada em várias séries de televisão, incluindo Touched by an Angel e Popular. Em 2000, ela foi escalada para a sitcom da Fox Schimmel, que foi cancelado antes de ir ao ar quando seu astro, Robert Schimmel, foi diagnosticado com câncer .
O primeiro papel principal de Larson foi Emily, a filha mais nova do personagem de Bob Saget, na sitcom do WB, Raising Dad, que foi ao ar por uma temporada durante a programação televisiva de 2001-2002 . Hal Boedeker, do Orlando Sentinel, criticou o programa e escreveu que seus membros do elenco estavam "brincando alegremente durante o show" . Em seguida, ela foi contratada para a sitcom da ABC Hope & Faith, mas ela e alguns outros membros do elenco foram substituídos depois de um piloto indiferente . Em 2003, ela estrelou ao lado de Beverley Mitchell no filme Right on Track da Disney Channel. O filme, baseado nas irmãs Erica e Courtney Enders, estrela da série Drag Race, e teve papéis menores nas comédias de 2004, Sleepover e 13 Going on 30 .
Em 2006, Larson foi escolhida ao lado de Logan Lerman e Cody Linley no filme de comédia Hoot, sobre jovens vigilantes tentando salvar um grupo de corujas. Recebeu críticas ruins, mas Ruthe Stein, do San Francisco Chronicle, agradeceu Larson e Linley por trazer "uma pitada de Indiana Jones em seus papéis" . Ela teve uma pequena participação, no ano seguinte, no drama estrelado por Amber Heard, Remember the Daze, e lançou uma revista de artes e literatura chamada Bunnies and Traps, para a qual escreveu suas próprias colunas de opinião e submissões aceitas de outros artistas e escritores. Larson disse que frequentemente pensava em desistir de atuar naquele momento, pois achava difícil encontrar muito trabalho, culpando a incapacidade dos cineastas de rotulá-la. Ela ficou particularmente desanimada quando perdeu papéis importantes nos filmes Treze (2003) e Juno (2007) . Para se sustentar, Larson trabalhou como DJ em um clube .

### 2009-2014: United States of Tara e avanço no cinema

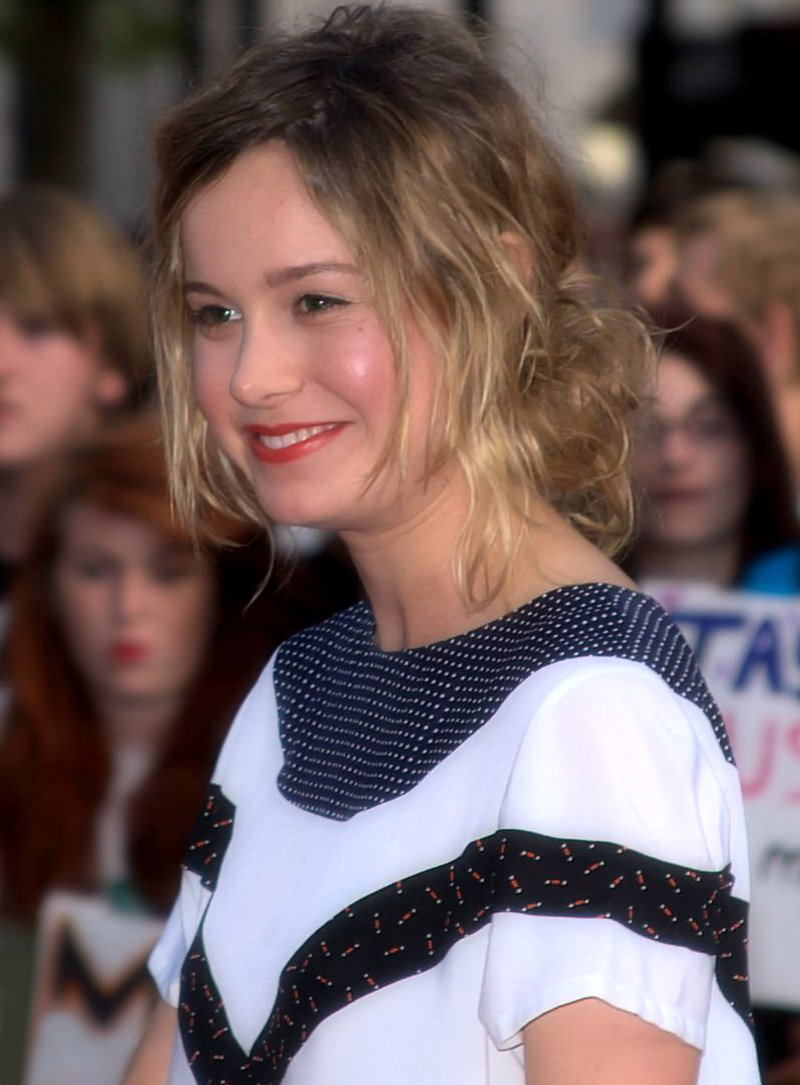
Larson na estreia de Scott Pilgrim contra o mundo em Londres em 2010.

Em 2009, Larson começou a interpretar Kate Gregson, a filha adolescente sardônica do personagem de Toni Collette, lidando com o distúrbio dissociativo de identidade de sua mãe, na série de drama e comédia da Showtime, United States of Tara. Portia Doubleday foi inicialmente escalada para o papel, mas foi substituída por Larson depois de filmar o episódio piloto . Ao revisar a primeira temporada do The New York Times, Alessandra Stanley observou como Larson interpretou uma "adolescente de verdade" e Tim Goodman, do San Francisco Chronicle, creditou-a por encontrar nuances em seu papel . Larson disse que a jornada de sua personagem para encontrar um sentido na vida espelhava a sua, e ficou chateada quando o programa foi cancelado após três temporadas em 2011 . Também em 2009, ela estrelou ao lado de Rooney Mara em Tanner Hall, um filme sobre a idade adulta sobre quatro meninas no colégio interno. Apesar de não gostar do filme, Betsy Sharkey, do Los Angeles Times, elogiou Larson por fornecer "uma das partes mais engraçadas do filme" . Em seus dois outros lançamentos de filmes naquele ano, ela interpretou uma líder de torcida de cabeça aberta em House Broken e uma popular estudante de ensino médio em Just Peck .
No Williamstown Theatre Festival em 2010, Larson apareceu em uma produção teatral da peça Our Town, de Thornton Wilder . Dirigida por Nicholas Martin, ela a destacou no papel de Emily Webb, uma jovem precoce. Ao revisar a peça para o The Boston Globe, Louise Kennedy achou que a produção havia encoberto os temas mais sombrios da peça e lamentou a falta de arco trágico no personagem de Larson . No filme, ela apareceu no drama de comédia de Noah Baumbach, Greenberg, e na comédia de Edgar Wright, Scott Pilgrim vs. the World . Uma jornalista da Slant Magazine opinou que esses filmes ajudaram a melhorar seu perfil, e Larson disse que o último filme, no qual ela interpretou uma estrela do rock chamada Envy, marcou um ponto de virada em sua carreira . Nele, Larson tocou a música "Black Sheep" com a banda Metric . Embora não tenha se saído bem comercialmente, Scott Pilgrim vs. the World desenvolveu um culto a seguir . Em seguida, ela interpretou a filha problemática de um policial corrupto (interpretado por Woody Harrelson) no drama Rampart (2011), uma parte emocionalmente intensa da qual se viu incapaz de se destacar . Uma cena de confronto entre Harrelson e ela se mostrou perturbadora para ela; o diretor ficou surpreso com o resultado e aprimorou o roteiro para explorar ainda mais a relação pai-filha .
Em 2012, Larson se expandiu para o cinema co-escrevendo e co-dirigindo o curta The Arm, com Jessie Ennis e Sarah Ramos. O filme, sobre as expectativas da sociedade em um futuro próximo, ganhou um prêmio especial do júri no Sundance Film Festival. Ela apareceu como uma adolescente sedutora no drama criticamente criticado The Trouble with Bliss , após o qual ela interpretou Molly, uma estudante do ensino médio, em 21 Jump Street, uma adaptação da polícia dos anos 80. série de televisão processual, co-estrelando Jonah Hill e Channing Tatum. Larson achou que seu estilo de atuação era mais rígido que a abordagem de Hill e foi desafiado por cenas que exigiam que ela improvisasse com ele . Dana Stevens, da Slate, rotulou Larson de "um achado de grandes proporções", acrescentando que "ela não é apenas bonita, mas engraçada, com uma voz contralto áspera e diferente da mulher comum em um filme de amigos, ela aparece como uma pessoa real."  .

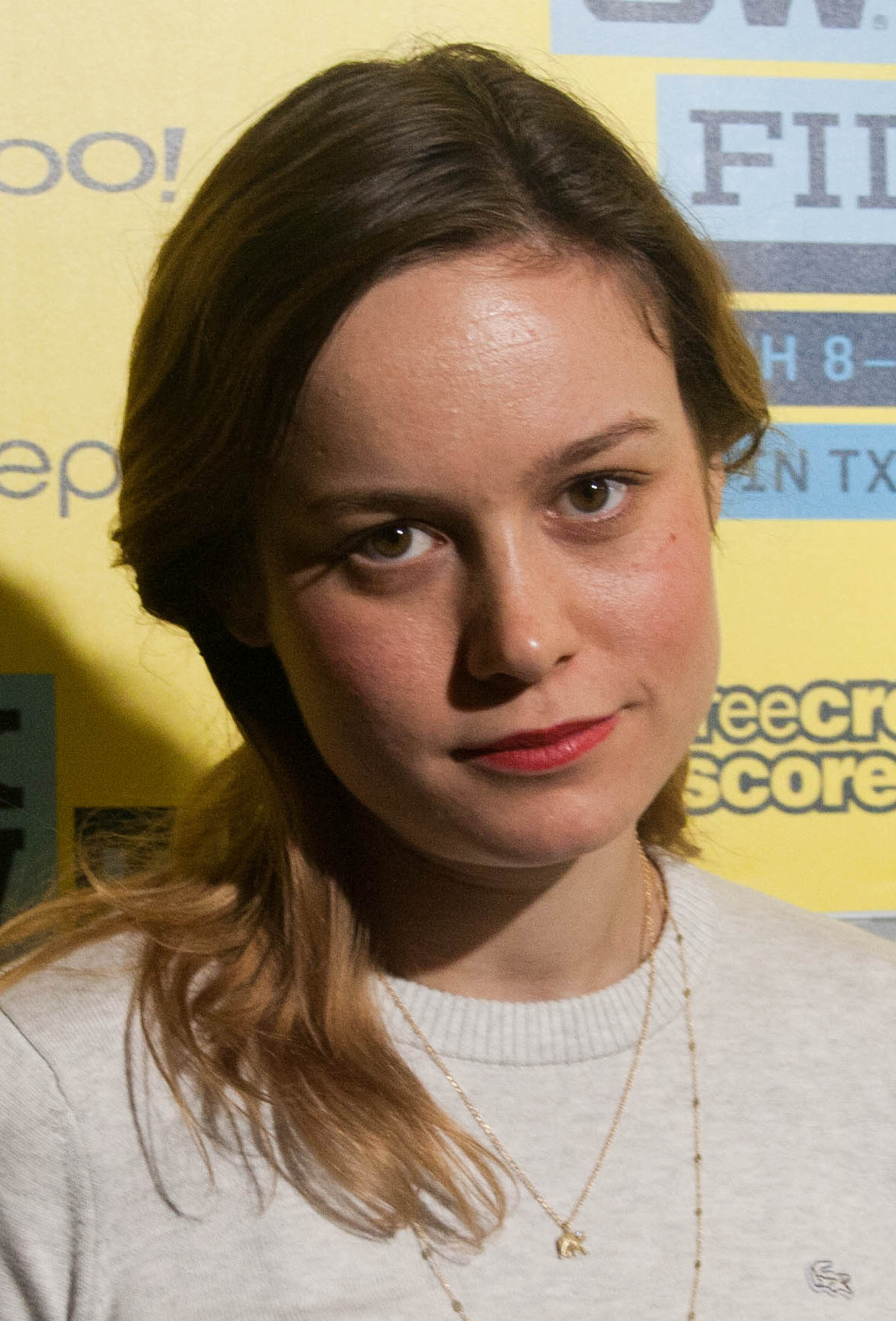
Larson na estreia de Short Term 12 em 2013.

Após uma aparição na sitcom Community , Larson colaborou com Dustin Bowser para co-escrever e co-dirigir o Weighting (2013), um curta-metragem sobre um relacionamento tenso, exibido no sul pelo sudoeste . A descoberta de Larson ocorreu no mesmo ano, quando ela estrelou o drama independente aclamado pela crítica, Short Term 12 de Destin Daniel Cretton, que marcou o primeiro papel de liderança de sua carreira . Situado em um lar adotivo para adolescentes problemáticos, o filme a apresentava como Grace, a supervisora emocionalmente angustiada da instituição. Para se preparar, Larson interagiu com a equipe em uma casa infantil e assistiu entrevistas online de pessoas com empregos semelhantes . O filme tinha um orçamento de produção inferior a US $ 1 milhão e ela ficou satisfeita com seu ambiente de trabalho íntimo e colaborativo . O desempenho de Larson foi aclamado . Manohla Dargis, do The New York Times, considerou-a "fantástica" e "completamente persuasiva", e Ian Freersentiu que "constrói um dervixe rodopiante de uma performance, fazendo Grace forte, mas com cicatrizes, danificada, mas compassiva" . Jenny McCartney, do The Daily Telegraph, previu que isso a "marcaria para uma carreira estelar" . Larson recebeu uma indicação para o Independent Spirit Award de Melhor Liderança Feminina; mais tarde, ela observou que o filme levou os diretores a oferecer-lhe uma grande variedade de partes, mas recusou papéis do interesse amoroso unidimensional .
Também em 2013, Larson teve papéis coadjuvantes em dois dramas românticos, Don Jon e The Spectacular Now. No primeiro, escrito e dirigido por Joseph Gordon-Levitt, ela interpretou a irmã de Don Jon (interpretada por Gordon-Levitt). Peter Travers, da Rolling Stone, elogiou a exploração de temas sexuais pelo filme e considerou Larson "fantástica" nele . Em The Spectacular Now, estrelado por Miles Teller e Shailene Woodley, ela foi escalada como Cassidy, a ex-namorada do personagem de Teller. Larson foi atraída pelo projeto devido ao realismo que encontrou em sua representação de experiências no ensino médio. Ao escrever para a revista New York, David Edelstein pediu aos espectadores que admirassem "o sombreamento e a inteligência que ela traz para Cassidy". O drama policial de 2014, The Gambler, baseado no filme de 1974 de mesmo nome, apresentou Larson como uma estudante de literatura que tem um caso com seu professor (interpretado por Mark Wahlberg), um viciado em jogos de azar. O diretor Rupert Wyatt sentiu que o papel foi subscrito e contratou Larson para dar-lhe um peso . Mesmo assim, Claudia Puig, do USA Today, escreveu que "a talentosa Larson tem pouco a fazer, além de reagir" .

### 2015-presente: Room e Universo Cinematográfico da Marvel

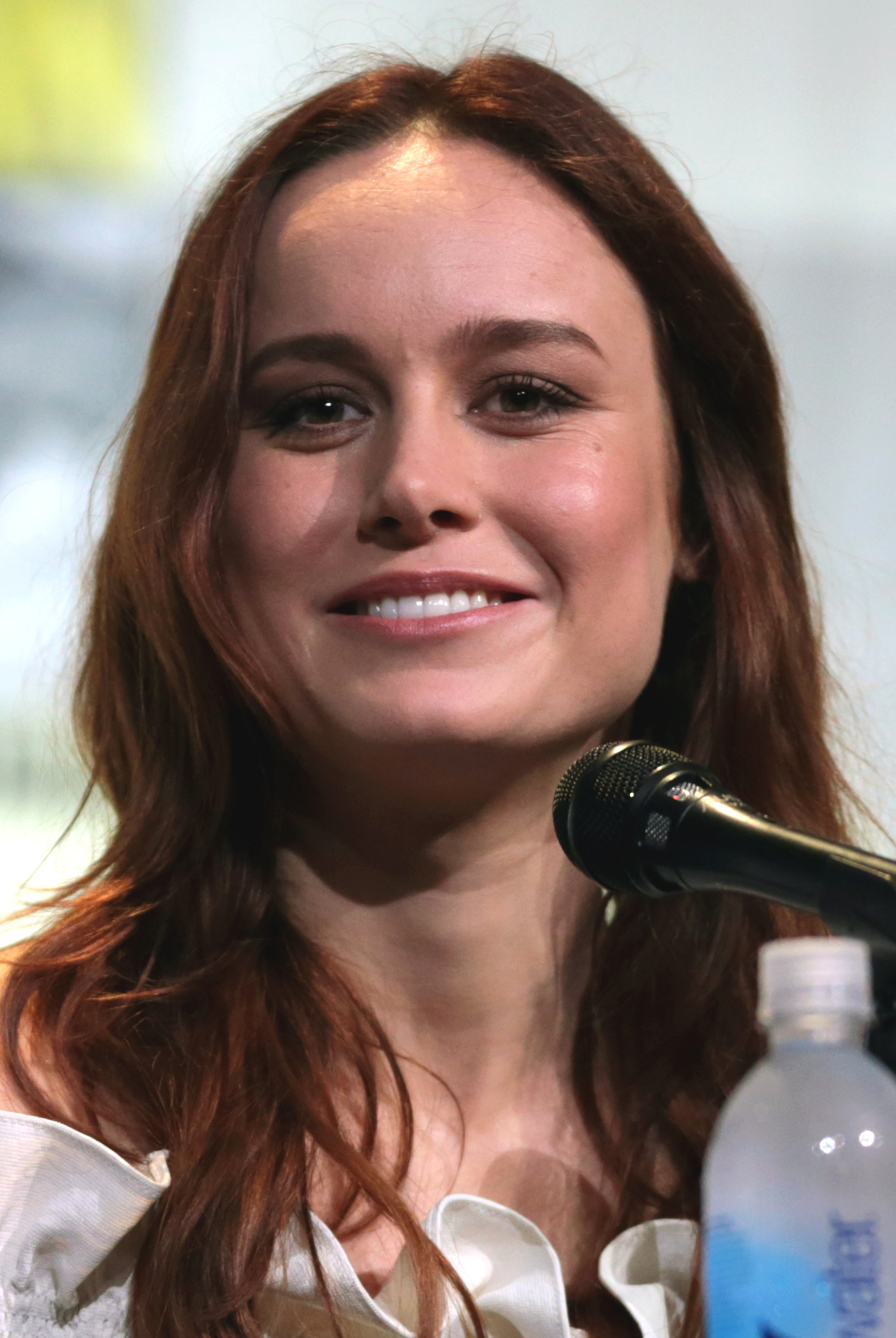
Larson na Comic-Con International de 2016 em San Diego.

Larson teve três lançamentos de filmes em 2015. Sua primeira aparição foi em Digging for Fire, um drama de comédia improvisado, com Jake Johnson no papel principal. As filmagens ocorreram sem roteiro e Larson tomou várias decisões no set sobre as escolhas de sua personagem, incluindo a remoção de uma subtrama romântica planejada envolvendo ela e Johnson. Em seguida, ela interpretou a irmã do personagem de Amy Schumer na comédia Trainwreck, que era vagamente baseada na própria vida de Schumer. Larson modelou seu papel na irmã de Schumer, que atuou como produtora associada no filme . Tim Grierson, da Screen International rotulou o filme de "uma mistura hábil de risadas, romance e pungência" e considerou Larson "animada, mas um pouco subutilizada" . Trainwreck ganhou mais de US $ 140 milhões contra um orçamento de US $ 35 milhões .
Larson estrelou em Room, um filme adaptado do romance homônimo de Emma Donoghue. A apresentava como Má, uma jovem mantida em cativeiro, que tem um filho de estupro. O papel era física e emocionalmente desgastante para ela, e ela o modelou na luta de sua mãe como mãe solteira. Grande parte do filme foi filmada dentro de um galpão de 10 pés x 10 pés criado em um estúdio, e Larson se preparou passando um mês isolada em seu apartamento. Ela interagiu com especialistas em abuso sexual e pesquisou a falta de nutrição que uma pessoa em cativeiro sofreria. Para conseguir o visual, ela se afastou da luz do sol, modificou sua dieta e se exercitou extensivamente para perder peso. Larson colaborou estreitamente com Jacob Tremblay, que interpretou seu filho, e passou um tempo realizando atividades que espelhavam as de seus personagens . Room recebeu elogios, principalmente pelo trabalho de Larson e Tremblay . Kenneth Turan da Los Angeles Times chamou seu desempenho 'surpreendente', acrescentando que a 'realidade e compromisso sobrenatural que ela traz para Ma é honesto do começo ao fim, como o desempenho de um emocional como qualquer pessoa poderia desejar'. Ela ganhou vários prêmios, incluindo o Oscar de Melhor Atriz, além de Globo de Ouro e BAFTA na mesma categoria 

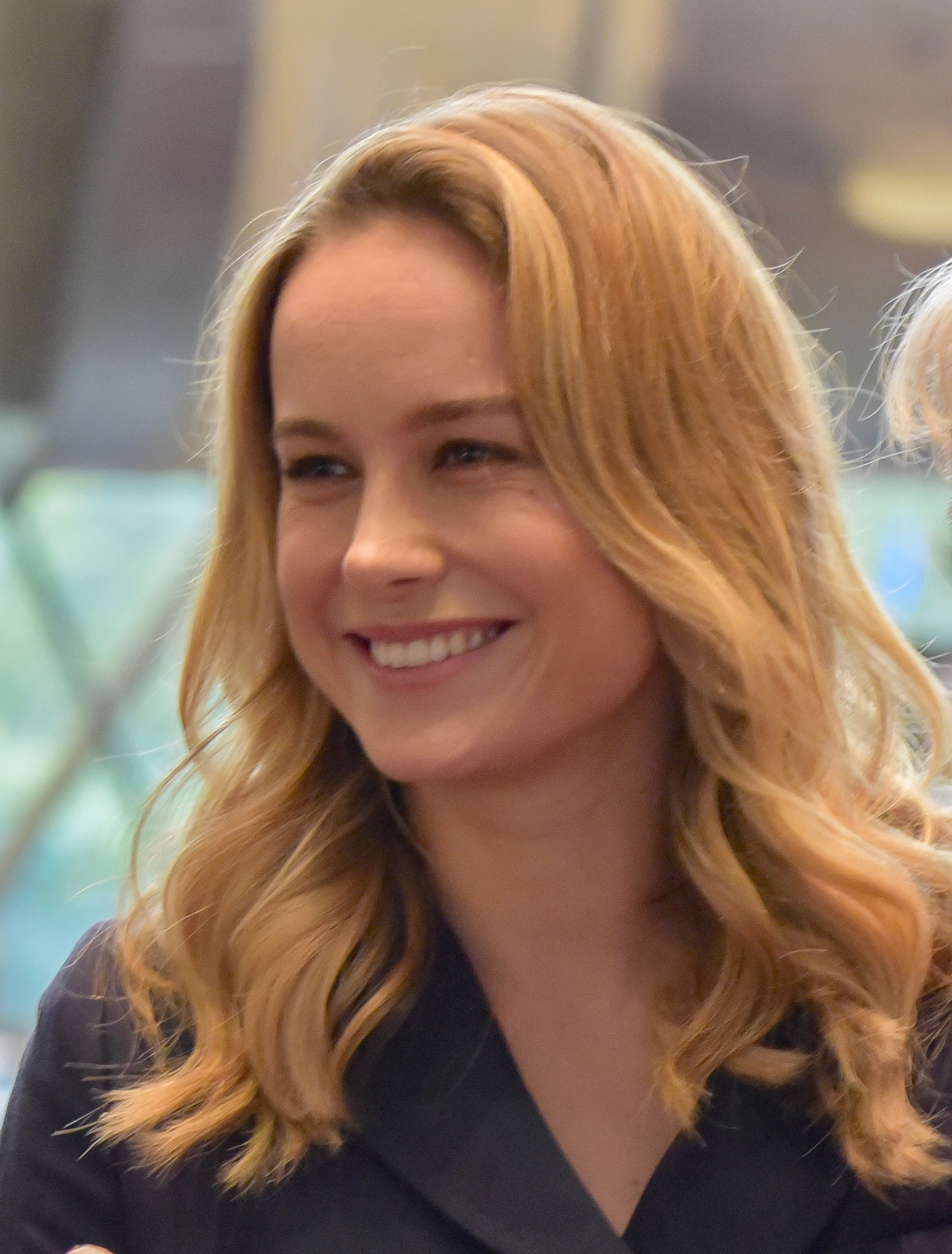
Larson no Museu Nacional do Ar e Espaço em 2018.

Após o sucesso de Room, Larson desempenhou um papel de liderança em Free Fire (2016), uma comédia de ação sobre um tiroteio em um armazém. Ela concordou com o projeto para chamar a atenção para a violência armada . Filmado no Vietnã, o filme a caracterizou como fotojornalista na década de 1970 . Marcou seu primeiro projeto de grande orçamento e, embora estivesse contente por desempenhar um papel não definido por sua aparência, lamentou a falta de co-estrelas femininas. Ann Hornaday, do Washington Post, elogiou os efeitos visuais do filme e pensou que "Larson consegue se manter com muito pouco a fazer". Room e acrescentou que seu "comportamento profissional prova mais uma vez sua capacidade de comandar uma cena com um único olhar" . Comercialmente, o filme não conseguiu recuperar seu investimento de US $ 7 milhões . Ela havia filmado uma parte da comédia Wiener-Dog de Todd Solondz, mas foi cortada quando Solondz considerou seu personagem essencial para a história . No ano seguinte, Larson estrelou a segunda parte da franquia MonsterVerse, intitulada Kong: Skull Island, co-estrelando Tom Hiddleston e Samuel L. Jackson. Kong: Skull Island foi um sucesso comercial, faturando mais de 566 milhões de dólares em todo o mundo .
Mais tarde, em 2017, Larson interpretou Jeannette Walls em The Glass Castle, uma adaptação das memórias de Walls, que a reuniu com Destin Daniel Cretton. Conta a história do relacionamento de uma jovem mulher com seus pais não-conformistas (interpretado por Woody Harrelson e Naomi Watts) . Larson foi atraída pela representação complexa de uma relação pai-filho e identificado com o seu tema do perdão. Ela colaborou estreitamente com Walls e seus irmãos e observou seus maneirismos . Peter Bradshaw, do The Guardian, não gostou do sentimentalismo do filme, mas observou que "ele é salvo, apenas um pouco, pela robustez da presença de Brie Larson" . Também mal recebido foi o romance musical baseado na Índia, Basmati Blues, um projeto que ela havia filmado em 2013, que recebeu críticas nas mídias sociais por sua narrativa de salvador branco . O Toronto International Film Festival de 2017 marcou o lançamento da estreia na direção de longa-metragem de Larson, o drama de comédia Unicorn Store, no qual ela também estrelou . Mais tarde, foi escolhida para distribuição digital pela Netflix em 2019 . Ela interpretou uma estudante de arte desiludida e fascinada por unicórnios. Larson fez o teste sem sucesso em 2012 para estrelar o filme quando Miguel Arteta foi anexado como diretor. Depois que a produção foi paralisada, Larson foi oferecida para dirigir e estrelar . Ela foi atraída pela narrativa fantasiosa e encontrou uma conexão entre a jornada de sua personagem e sua experiência como diretora . David Ehrlich, da IndieWire, não gostou do filme, mas tomou nota do potencial de Larson como cineasta .

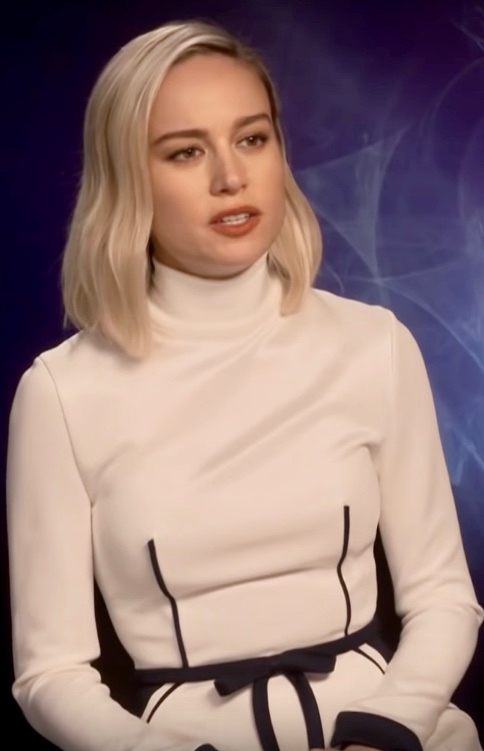
Brie Larson em 2019.

Após uma ausência de um ano na tela, Larson estrelou como Carol Danvers/Capitã Marvel no filme de super-heróis do Universo Cinematográfico da Marvel,Captain Marvel (2019), que marcou o primeiro filme feminino da Marvel Studios .Embora inicialmente cética em assumir um papel de destaque, ela concordou depois de vê-lo como uma plataforma para capacitar mulheres jovens e encontrou uma conexão com as falhas e a humanidade do personagem. Em preparação para o papel, ela treinou judô, boxe e luta livre por nove meses e interagiu com o pessoal de serviço da Base Aérea de Nellis . Stephanie Zacharek, da Time, escreveu que "Larson, uma atriz perspicaz e discreta, carrega todo o caso de maneira competente" e anotou o quanto ela se destacou nos momentos mais calmos do filme; David Sims, do The Atlantic, lamentou a falta de profundidade em seu papel, mas elogiou a atriz por retratar efetivamente a luta de sua personagem pela independência dos homens autoritários . Larson reprisou seu papel em Vingadores: Ultimato, que havia filmado antes de Capitã Marvel . Endgame faturou US $ 2,79 bilhões em todo o mundo para ser o filme de maior bilheteria de todos os tempos, e o Capitã Marvel tornou-se o primeiro filme de super-heróis liderado por mulheres a arrecadar mais de US $ 1 bilhão em todo o mundo . Em seguida, ela se uniu a Destin Daniel Cretton pela terceira vez em Just Mercy, com base nas memórias de Bryan Stevenson sobre o julgamento de Walter McMillian, estrelado por Michael B. Jordan e Jamie Foxx. Ela concordou em contratar a pequena parte de um advogado da Iniciativa Justiça Igual para dar seu apoio à narrativa de Cretton . Ao escrever para a Variety, Owen Gleiberman observou o quão bem ela canalizou a "defesa defensiva e antipática de seu personagem" .
Em 2020, Larson apareceu e produziu um episódio de The Messy Truth VR Experience, uma série de realidade virtual, pela qual recebeu o premio Primetime Emmy Award for Outstanding Original Interactive Program.

#### Próximos projetos
Larson tem três próximos projetos para transmissão de televisão. Ela atuará como produtora e estrelará Victoria Woodhull, a primeira candidata presidencial da história americana, em uma cinebiografia homônima produzida pela Amazon Studios . Larson também se comprometeu a estrelar uma série de drama da Apple TV + baseada na vida da oficial da CIA Amaryllis Fox e no filme da Netflix, Lady Business, sobre os desafios enfrentados pelas mulheres empresárias. Irá reprisar seu papel como Carol Danvers / Capitã Marvel no filme The Marvels, do Universo Cinematográfico Marvel, programado para estrear em novembro de 2022.

## Música

#### 2003-2005: Finally Out Of P. E.

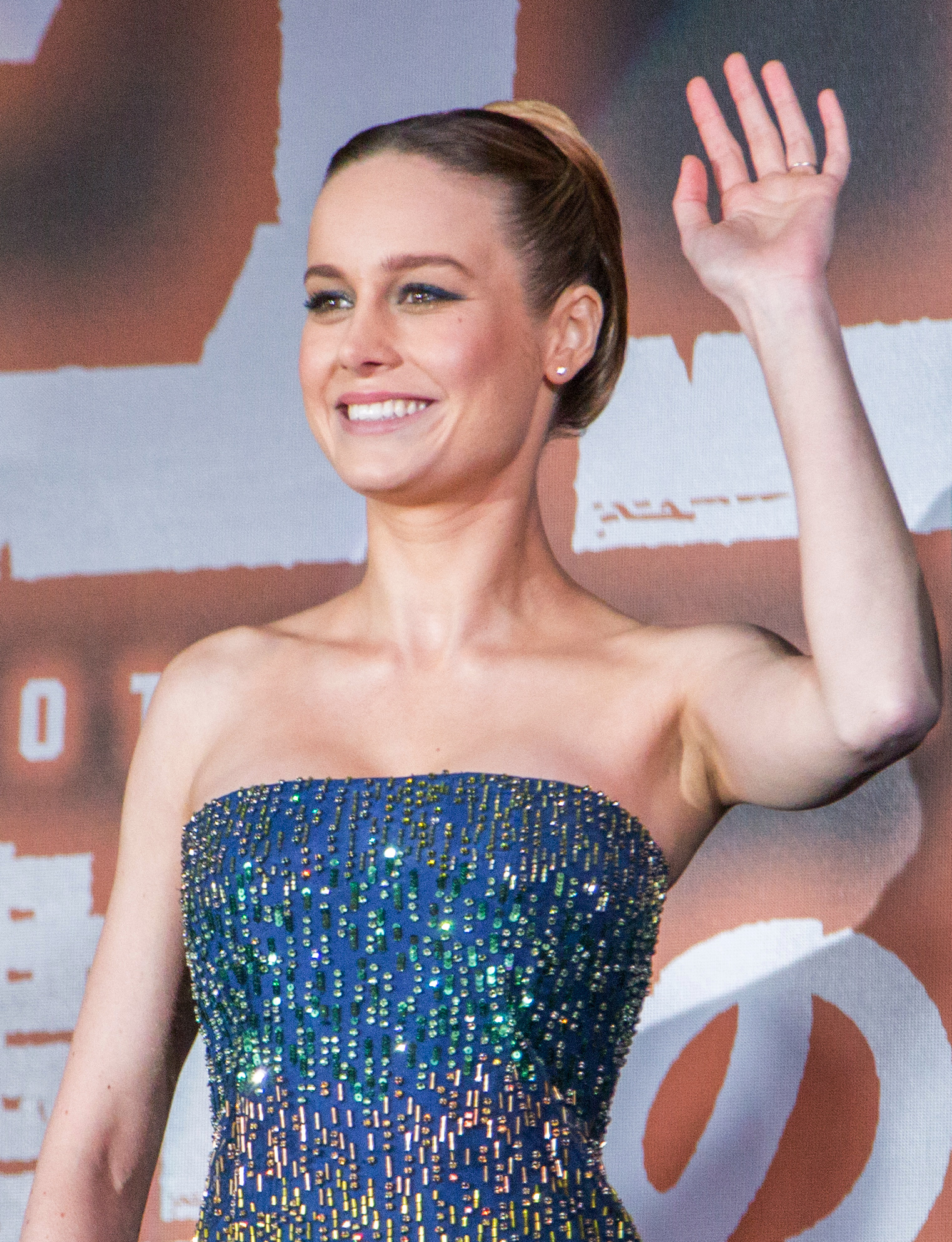
Brie na premiere de Kong: Skull Island, em 2017

Depois de ter trabalhado em alguns projetos musicais e gravado algumas músicas como, "Not a Freak," "Invisible Girl," and "Go, Goodbye," em 2003, Michael Binikos produziu o demo que rendeu a Brie seu contrato com a Casablanca Records. Larson disse ter escrito "Invisible Girl" quando tinha apenas doze anos de idade.
No fim de 2004, seu primeiro single, "She Said", foi anunciado e chegou nas rádios em Janeiro de 2005. O clipe da música foi filmado em 9 de Janeiro, e foi lançado no MTV's TRL como um PreRL em 4 de Abril. A música ficou em #31 na Billboard Hot 100 Vendas de Singles e o single foi o 99º mais vendido de 2005, de acordo com Soundscan.
No verão de 2005, Larson fez turnê com Jesse McCartney e apresentou-se na KISS FM para mais de 20,000 pessoas. Chegando ao fim do verão, Larson também se juntou ao Teen People's Rock 'n Shop Tour. "Whatever" foi anunciado para ser o segundo single, mas foi cancelado.
Após o álbum ser empurrado inúmeras vezes, a gravadora lançou Finally Out of P. E. - O DVD em 24 de Maio de 2005 com o clipe "She Said" e o 'Making of' do mesmo, mais as performances da Sessions@AOL. O LP de Brie, Finally Out of P. E., foi finalmente lançado em 18 de Outubro, o qual vendeu 4,000 copias nos Estados Unidos.
Larson lançou o single, "Life After You", que teve uma apresentação no AOL's Kids Online em 27 de Junho. Também cantou os créditos finais no filme Barbie e a Magia de Pégaso a música "Hope Has Wings". O clipe com Brie se apresentando apareceu como bonus especial no DVD do filme.

#### 2006-2007
Em 2006, Larson co-escreveu e cantou uma música para a trilha sonora oficial de "Hoot", "Coming Around". A trilha sonora entrou para oBillboard 200. Em 1 de Março, Brie fez uma apresenteção acústica com novas músicas (incluindo "Dear Universe", "Powershift", "Stilts and the Titanic", e "Superstition") no Viper Room em Los Angeles. Também cantou "Falling Into History" e "Closer to Fine", um cover da música do Indigo Girls. "Stilts and the Titanic" foi lançada mais tarde como demo no MySpace oficial da cantora.
Não se sabe se a performance no Viper Room vai ser lançado. No fim de 2006, Larson gravou sua versão da canção clássica dos The Beatles, "A Day in the Life" e postou em seu MySpace. Em 2007, Brie começou a escrever/gravar seu segundo álbum. Todas as canções serão escritas por Larson, com a colaboração de Tony Berg.

#### 2008-presente
Larson diz estar no processo de escrever e gravar as músicas para seu segundo álbum. Brie anunciou em 21 de Outubro de 2008 para os fans via MySpace que vai estar gravando 5 faixas EP com novo material, e vai providenciar como backing vocals as mesmas artistas do último álbum de Caitlin Crosby. Entre os EPs terá uma versão re-gravada de "Ugly" e as novas múscicas intituladas "Dear Universe", "Sharpen My Nails", "Arielle" e "If All Goes Well".

## Outros Empreendimentos

### Advocacia

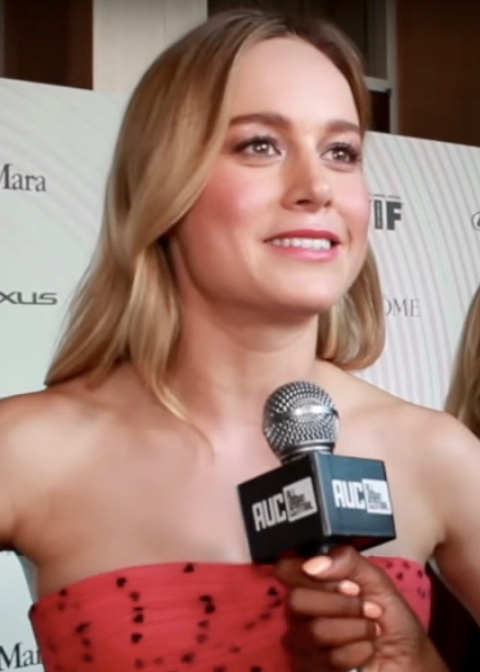
Brie Larson na Crystal + Lucy Awards em 2018.

Larson é ativista da igualdade de gênero e defensora dos sobreviventes de agressão sexual. Ela usa seu reconhecimento para falar sobre questões políticas e sociais, dizendo: "Eu colocaria tudo em risco e seria ativista pelo resto da minha vida, porque não me parece certo ficar quieta". Após uma apresentação de Lady Gaga no 88.º Oscar, em que vários sobreviventes de abuso sexual apareceram com a cantora, Larson abraçou todos eles ao sair do palco . Na cerimônia do ano seguinte, Larson entregou a Casey Affleck o prêmio de Melhor Ator, mas devido a alegações de assédio sexual contra ele no passado, ela não bateu palmas durante uma ovação de pé da platéia; no entanto, ela o abraçou; mais tarde ela afirmou que sua ação falava por si mesma . Em 2018, ela colaborou com 300 mulheres em Hollywood para estabelecer a iniciativa Time's Up para proteger as mulheres de assédio e discriminação . No mesmo ano, ela se tornou um dos primeiros atores a incorporar uma provisão de piloto de inclusão em seus contratos de turnê de cinema e imprensa. Em uma entrevista com Marie Claire, Larson falou sobre a diversidade entre críticos de cinema e jornalistas ao considerá-los "homens predominantemente brancos" e apoiar a inclusão .
Em 2014, Larson se uniu a Alia Penner para lançar Women of Cinefamily, um programa mensal para chamar a atenção para filmes dirigidos e estrelando mulheres, para a cinemateca sem fins lucrativos Cinefamily, na qual Larson atuou como membro do conselho consultivo . Após alegações de agressão sexual contra dois executivos da empresa, ela emitiu uma declaração em apoio às vítimas e pediu que medidas fossem tomadas contra os homens . Larson tornou-se membro da Academia de Artes e Ciências Cinematográficas em 2016 e foi mais tarde entre os finalistas do conselho de administração da organização . Em 2017, ela foi uma das várias celebridades a angariar fundos para o Motion Picture & Television Fund, uma instituição de caridade que presta assistência a membros idosos do setor, e co-organizou um evento para a organização Women in Film, durante o qual ela pediu aos cineastas ser vocal contra a presidência de Donald Trump . Ela participou da Marcha das Mulheres em Washington e criticou as políticas de Trump sobre os direitos dos transgêneros . No prêmio Women in Film Crystal + Lucy em 2018, onde ela foi homenageada, Larson lamentou a falta de diversidade entre os repórteres de cinema e pediu uma melhor representação das vozes minoritárias nas críticas ao cinema . Ela anunciou uma cota de 20% para jornalistas sub-representados no Festival Internacional de Cinema de Sundance e Toronto . Em 2019, Larson serviu como editora convidada da revista Stylist e usou a plataforma para chamar a atenção para a diversidade e a inclusão social . Na Cúpula Anual Mulheres no Mundo , ela falou contra a disparidade salarial entre homens e mulheres em Hollywood .

### Endossos
Em março de 2020, Larson assinou um contrato multi anual para ser a nova embaixadora da marca de carros Nissan. Ela chegou a fazer comerciais promovendo os modelos Sentra, Rogue 2021 e Altima.
Em outubro de 2020, Larson foi revelada como a nova musa da marca de produtos de beleza japonesa Decorté.

## Vida pessoal e mídia

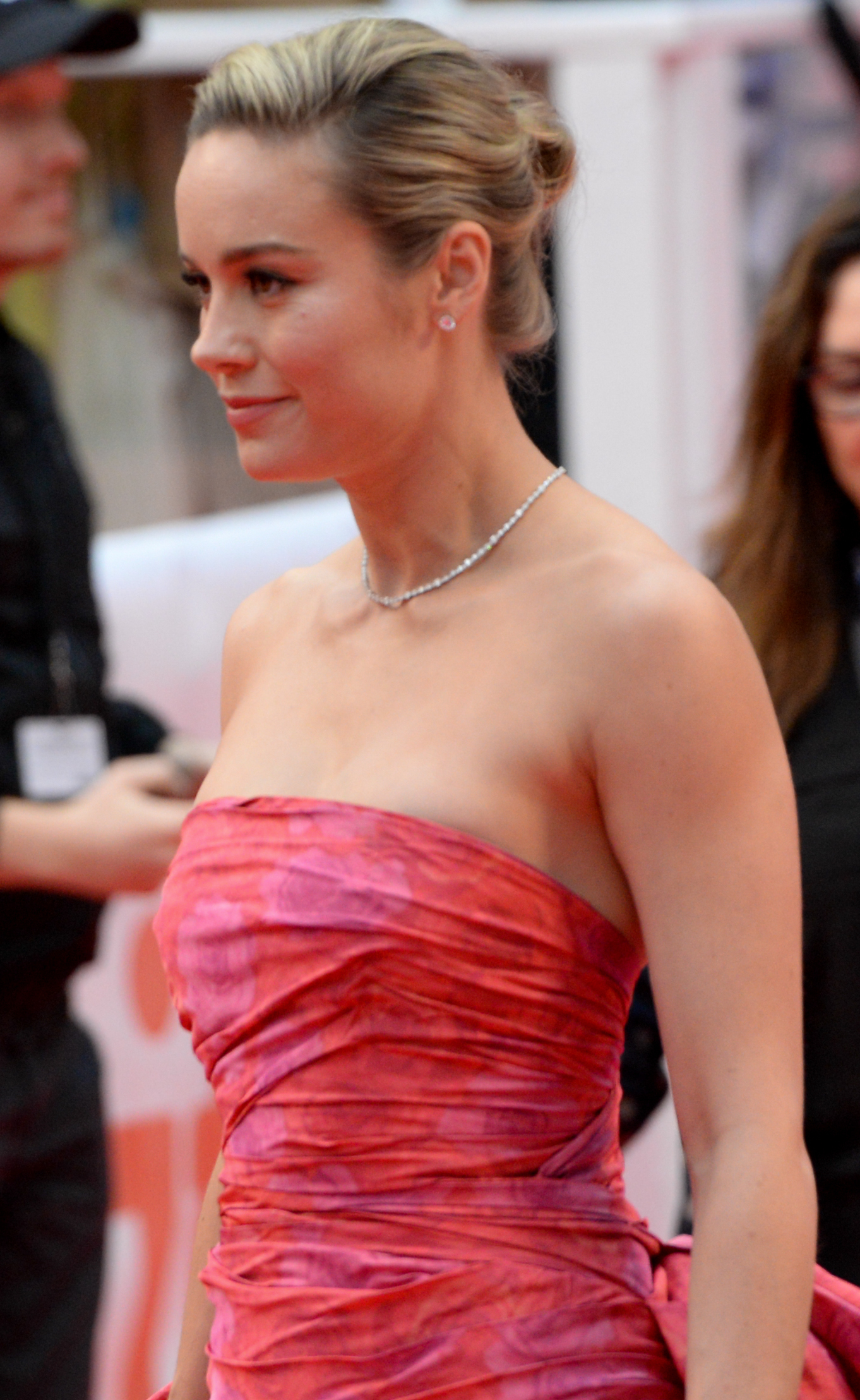
Larson no Festival Internacional de Cinema de Toronto de 2019.

Larson é reticente em discutir sua vida pessoal e se recusa a responder perguntas em entrevistas que a deixam desconfortável. Quando questionada sobre seu desejo de manter sua privacidade, ela disse que teme ser julgada por suas falhas e acrescentou que a privacidade lhe permite desempenhar uma ampla variedade de partes sem ser prejudicada. Larson começou a namorar Alex Greenwald, músico e vocalista da banda Phantom Planet, em 2013, e eles ficaram noivos de 2016 a 2019 . Ela havia creditado a Greenwald por criar um espaço seguro para ela e para capacitá-la a assumir riscos em seu trabalho . Em janeiro de 2019, foi noticiado à imprensa que o casal se separou.
Descrevendo a personalidade fora da tela de Larson, Holly Millea, da Elle, escreveu em 2016 que "se comporta como uma atleta, magra e sólida, com os pés firmes e ainda assim sua energia é calorosa e familiar, literalmente acolhedora". Anne Helen Petersen, do BuzzFeed, considera-a "incrivelmente calorosa" e acrescenta que ela é "uma nerd séria, com o conhecimento infinitamente encapsulado de uma estudante em casa". Jennifer Dickison, de Porter, escreve que a personalidade "totalmente formada" de Larson dificultava categorizá-la em um slot convencional.
Larson disse que está interessada em filmes que ilustram a "condição humana" e que "fazem as pessoas se sentirem mais conectadas consigo mesmas e com o resto do mundo". Ela é atraída por partes que diferem de sua própria personalidade e que envolvem temas de ativismo social . A jornalista Fan Zhong, de W , identificou um tema de "apelo sexual, tormento interior e uma inteligência rápida e divertida" em seus personagens . A diretora, Lenny Abrahamson, acredita que seu ofício tem "nada dessa intensidade vistosa que às vezes chama toda a atenção" e disse que sua "consciência de vidas mais duras" fortalece suas performances. Destin Daniel Cretton, que a dirigiu em Short Term 12 e The Glass Castle, elogiou sua capacidade de improvisar, dizendo: "Eu nunca sei o que vai acontecer, e muitas vezes ela não sabe o que vai acontecer".
Larson mantém uma presença ativa nas mídias sociais e a usa como plataforma para compartilhar opiniões e postagens inspiradoras escritas por ela mesma. Ela foi destaque pela Forbes em sua lista 30 Menos de 30 de 2016 e foi incluída pela revista People em sua lista anual de beleza em 2016 e 2019 . Em 2018, ela foi nomeada entre os melhores atores americanos com menos de 30 anos da IndieWire . O museu Madame Tussauds de Nova York instalou uma escultura em cera de Larson como Capitã Marvel em 2019 . No mesmo ano, a revista Time a nomeou uma das 100 pessoas mais influentes do mundo .

## Discografia
Finally Out Of P.E.
- Lançamento: 18 de Outubro de 2005 (EUA)
- Vendas (EUA): 4000
- Singles:
  - 2005: “She Said”
  - 2005: “Life After You”

EP
- Status: gravando
- Lista de músicas:

1. “Dear Universe”
2. “Sharpen My Nails”
3. “If All Goes Well”
4. “Arielle”
5. “Ugly” (regravação)

Músicas não lançadas
1. “Superstion”
2. “Powershift”

- Essas canções foram performadas em 2006 na apresentação no Viper Room gig, entretanto, elas não tem um lançamento oficial de estúdio.